# Fortaleza de São Sebastião

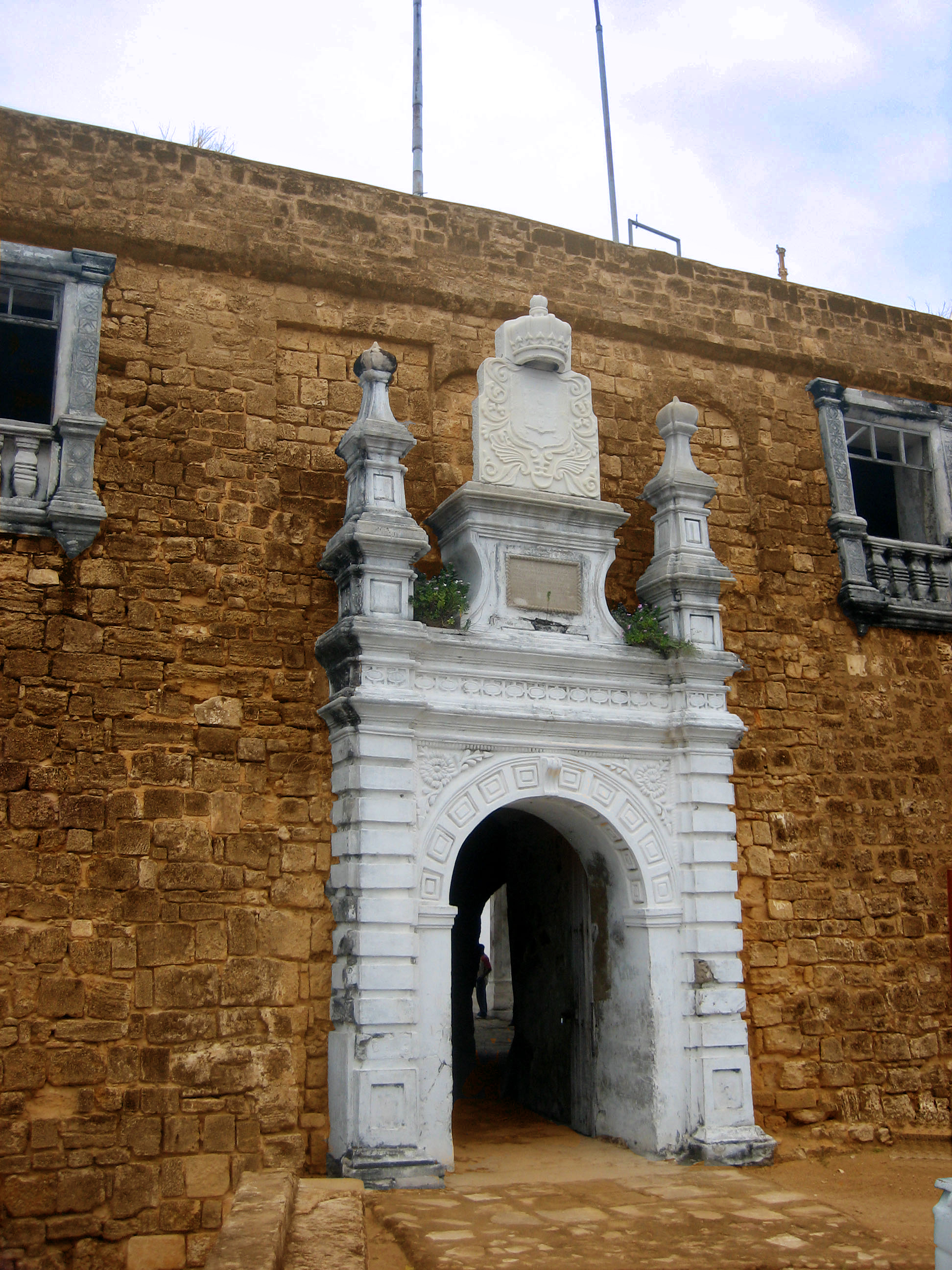
Portão de armas da Fortaleza de São Sebastião

A Fortaleza de São Sebastião da Ilha de Moçambique é uma fortaleza localizada na ilha de Moçambique, na província de Nampula, em Moçambique. A ilha, com apenas 2,5 quilómetros de comprimento por cerca de 1 quilómetro de largura, localiza-se a cerca de 5 quilómetros na costa norte do país, entre o canal de Moçambique e a baía de Mossuril. A cidade de Ilha de Moçambique foi a capital da África Oriental Portuguesa entre os anos de 1570 e 1898 (quando se deslocou para Lourenço Marques, atual Maputo), tendo se constituído num importante centro missionário. Atualmente, encontra-se classificada como Património Mundial pela Unesco.
A fortaleza foi erguida no século XVI pelas forças portuguesas com fim de dar proteção e apoio às naus em trânsito de e para o Oriente, a chamada Carreira da Índia. Considerada como o mais representativo exemplo da arquitetura militar portuguesa na costa da África oriental, atendeu, complementarmente, ao tráfego marítimo regional para Quelimane, Sofala, Inhambane e Lourenço Marques.
Desde 2017 serve como sede da Faculdade de Ciências Sociais e Humanas da Universidade Lúrio (UniLúrio).

## História

### Antecedentes: a Torre Velha

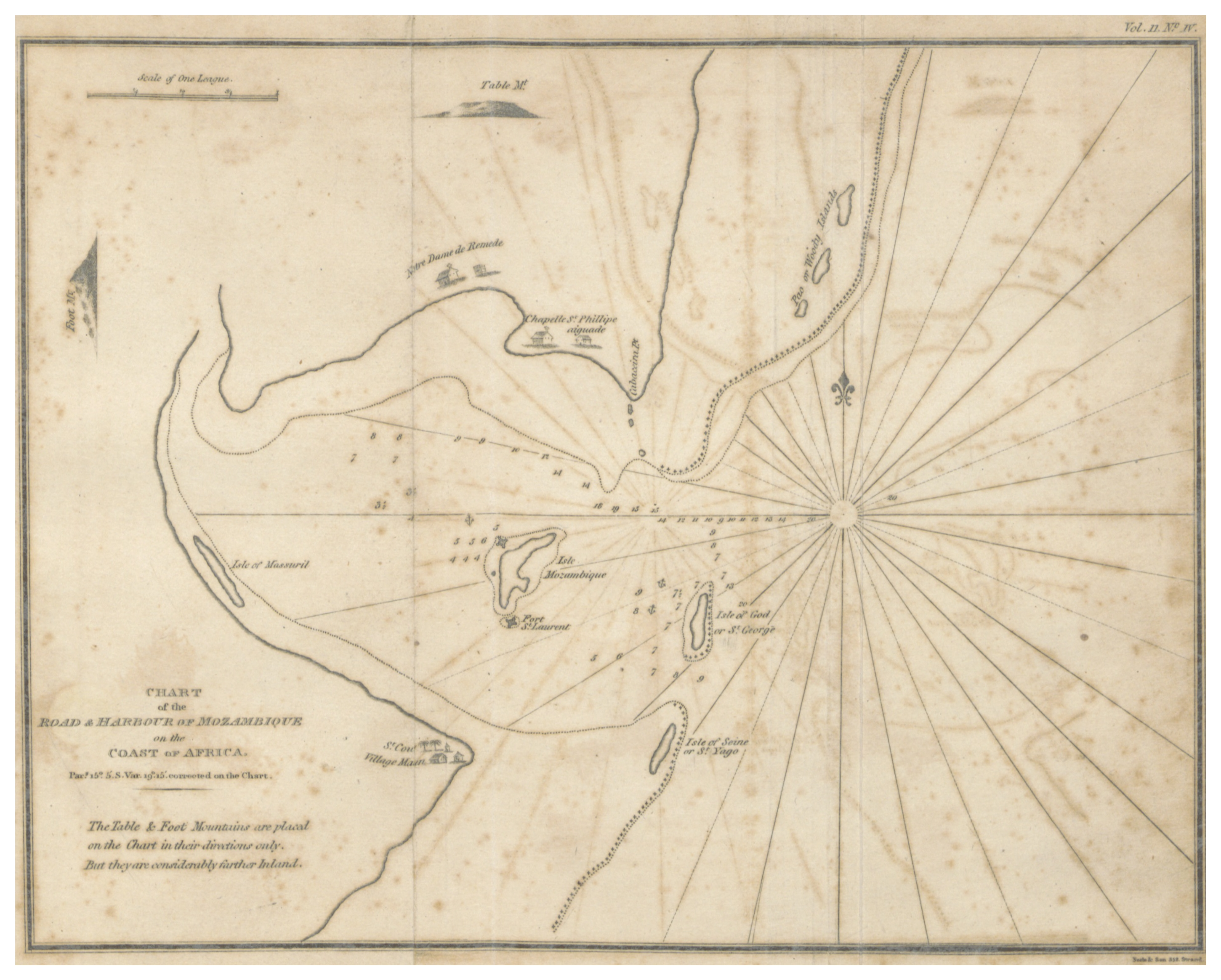
Ilha de Moçambique em mapa de 1810

À época da chegada de Vasco da Gama (1498), a ilha de Moçambique constituía-se em uma povoação suaíli governada por um xeque, subordinado ao sultão de Zanzibar. Constituía-se então no maior porto islâmico e no maior centro de construção naval do leste africano, relacionando-se com o Mar Vermelho, a Pérsia, a Índia e as ilhas do Índico.
Após a fundação de uma feitoria Portuguesa em Sofala desde 1505, aqui também foi estabelecida uma feitoria desde 1507, em busca do ouro do Monomotapa e para dar apoio às armadas da Índia que aqui faziam a invernada, "com casas pera recolhimento da gente". Nestas feitorias, eram permutados panos e missangas da Índia pelo ouro, escravos, marfim e pau-preto oferecidos naquele trecho da costa africana. Para a sua defesa, por determinação de Vasco Gomes de Abreu, capitão de Sofala (e por extensão, então governador de Moçambique, subordinado a D. Francisco de Almeida, primeiro Vice-rei do Estado Português da Índia), o feitor, Duarte de Melo, iniciou em 1508 a Torre de São Gabriel, mais comumente referida como Torre de Moçambique.
Foi concluída durante uma única invernada, graças à mão de obra abundante e ociosa da gente da armada, sem que obedecesse a qualquer plano prévio. Constituía-se em uma torre de planta quadrada, em estilo manuelino, dividida internamente em três pavimentos, defendida por uma muralha circundante, com torres menores nos vértices. Foi artilhada e guarnecida por quinze homens.
A torre cumpriu plenamente a sua finalidade até que, em 1538, a aliança entre o sultão do Guzerate e os Turcos para a recuperação da Praça-forte de Diu, já então na posse dos portugueses, fez temer pela segurança das posições portuguesas no Índico Ocidental. Ainda assim, apenas duas década mais tarde, em 1558 a primitiva torre foi substituída por uma fortificação de maiores dimensões e de traça mais moderna, a Fortaleza de São Sebastião, em novo local.
A agora denominada Torre Velha foi parcialmente desmantelada pelos Neerlandeses durante os cercos do início do século XVII. Os religiosos da Companhia de Jesus haviam obtido o terreno onde a torre se erguia, com a condição de completarem a demolição da estrutura e de não erguerem construções que pudessem ser usadas como padrasto à nova fortaleza por parte de futuros atacantes. Porém, ignorando as ordens régias, a fortíssima estrutura da Torre Velha foi reaproveitada como alicerce da capela do Colégio de São Paulo, atual Palácio dos Capitães-Generais, nela vindo a estabelecer-se uma bateria Neerlandesa que causou pesados danos às muralhas da Fortaleza de São Sebastião durante os ataques de 1607 e 1608.
Ainda no século XVI, com o objetivo de defender a parte norte da ilha de Moçambique, foi erguido um pequeno baluarte artilhado, onde mais tarde seria erguida a Capela de Nossa Senhora do Baluarte (1522), templo este que é considerado a mais antiga edificação europeia na costa oriental africana.

### A fortaleza seiscentista

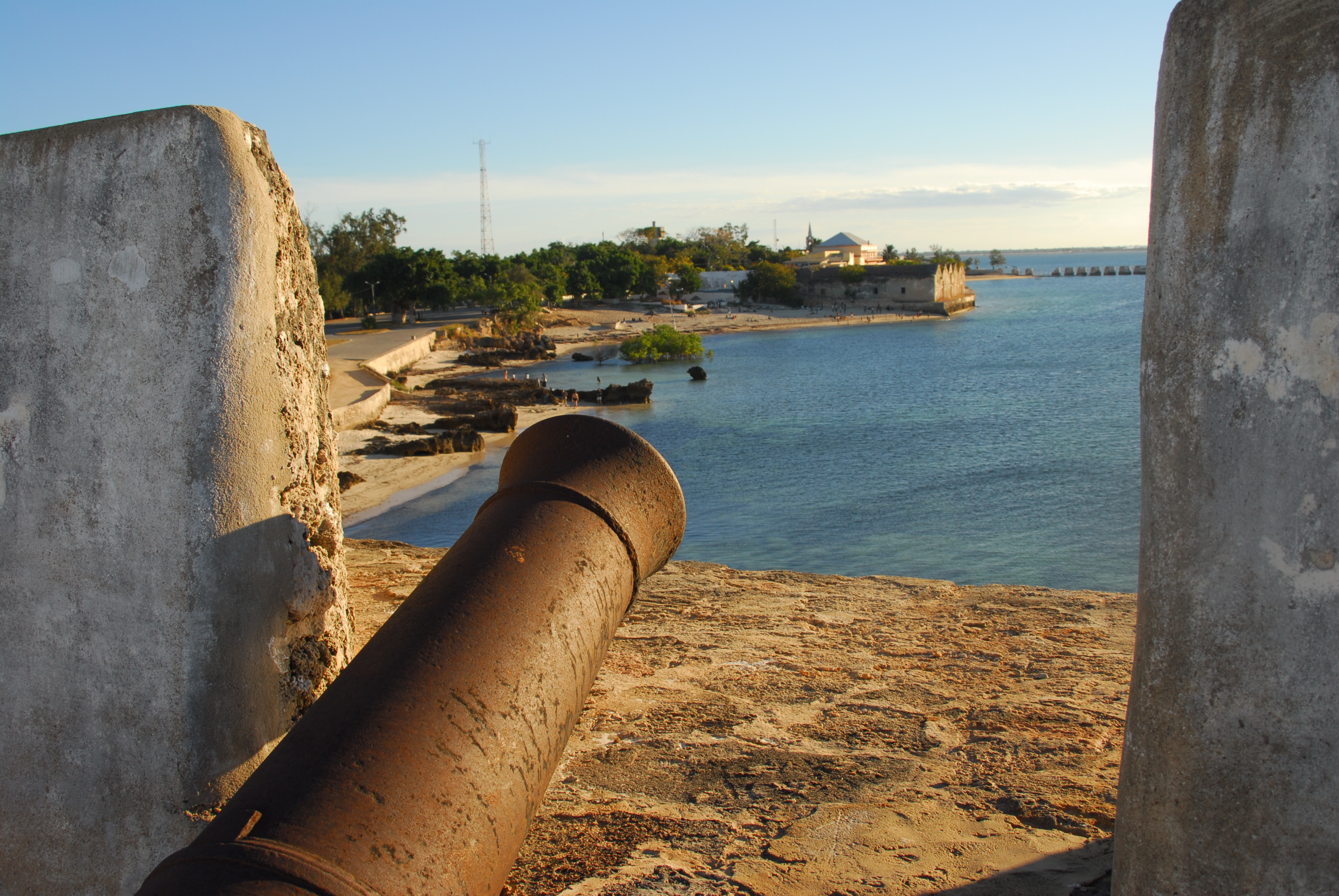
Fortaleza de São Sebastião

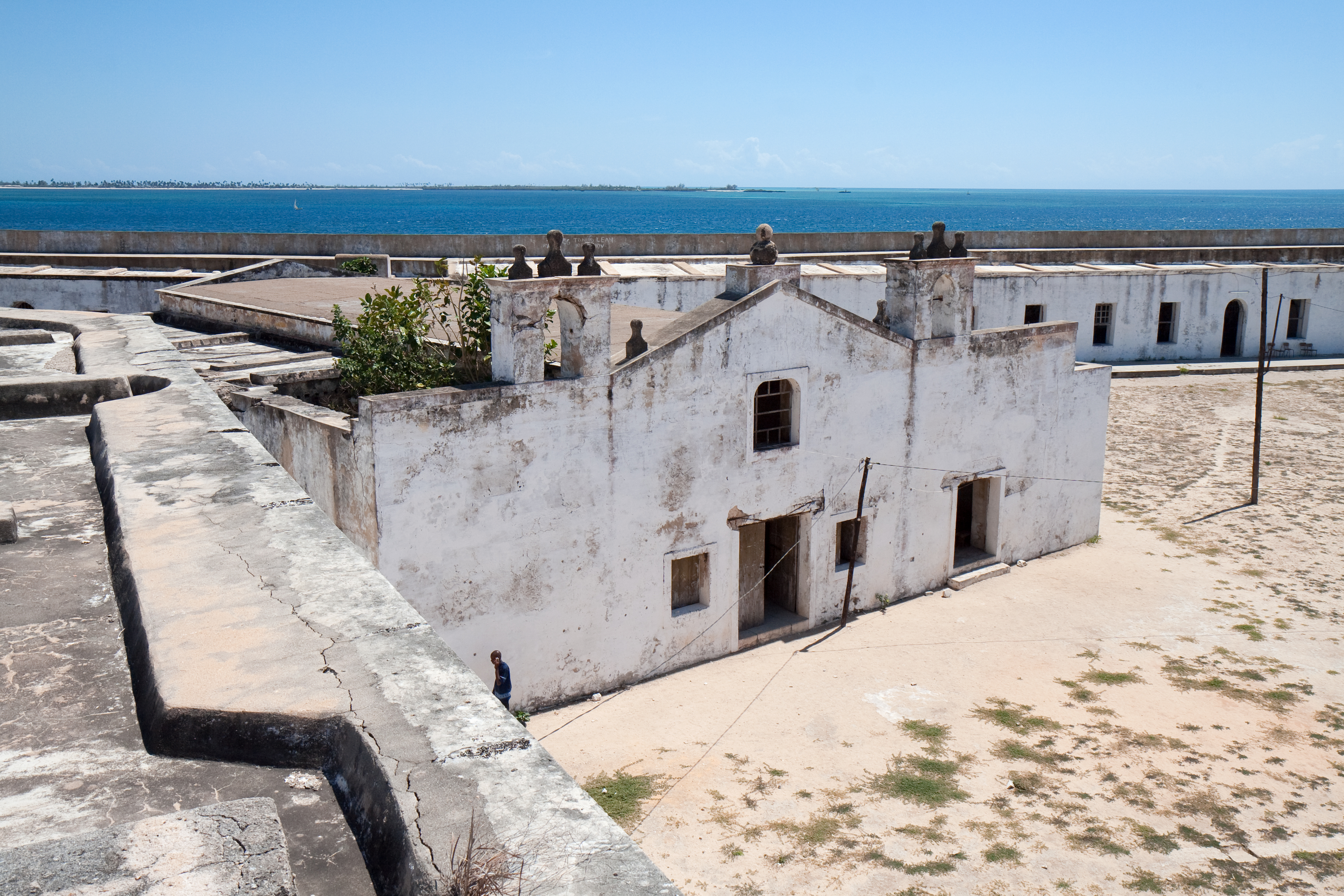
Capela na praça d'armas da Fortaleza de São Sebastião

Por volta de 1538, o sultão do Guzerate celebrou um acordo com a Sublime Porta visando reconquistar Diu, então em mãos dos Portugueses. Esta aliança rompia o equilíbrio de forças existente na região, trazendo insegurança às posições Portuguesas no Índico Ocidental, entre as quais Moçambique já desempenhava um papel estratégico. As galés turcas, artilhadas, passaram a aventurar-se até Melinde apoiando a revolta das cidades suaíli contra a tutela Portuguesa, entre as quais a de Mombaça, aumentando o clima de insegurança naquele litoral.
A primitiva Torre de São Gabriel, nesse contexto, tornava-se vulnerável a um ataque com artilharia dos turcos. Por essa razão, o Capitão-mor da costa de Melinde, João de Sepúlveda, fez a recomendação, à época, da construção de uma nova e mais poderosa fortaleza na Ilha de Moçambique capaz de preservar esta escala estratégica da ameaça turca.
O quarto Vice-rei do Estado Português da Índia, D. João de Castro, em carta ao rei D. João III (1521-1557), datada de Agosto de 1545, ao partir da ilha em direção a Goa, onde ia assumir as suas funções, sobre o assunto referiu:
"(...) desta fortaleza [de São Gabriel] não deue V. A. de fazer nenhum fumdamento que se pode guardar como aguara esta, nem pêra a mamdar forteficar, asy por ser muyto pequena como por estar no majs roym sytyo de toda a Ilha, e a despesa que se nela fizer per estes dous respeitos será botada a lomje, porque he em sy tam pequena que com mais verdade se poderá chamar bastião ou baluarte que castelo e fortaleza." (D. João de Castro. Obras completas.)
Na mesma carta ao soberano, D. João de Castro preconizava uma nova fortaleza capaz de enfrentar a ameaça da então moderna artilharia turca, juntando um projeto de sua autoria, elaborado na ocasião. No ano seguinte, por carta de 8 de Março de 1546, o soberano respondia-lhe, agradecendo as informações e "o debuxo (...) da fortaleza de Moçambique", e informando-o de que encarregara o arquiteto Miguel de Arruda de a desenhar.
As diretrizes apontadas por D. João de Castro para a sua construção condizem, em linhas gerais, com a atual Fortaleza de São Sebastião, em uma extremidade da ilha, dominando o canal de acesso ao porto interior, com dois baluartes sobre a praia pelo lado virado à ilha permitindo o fogo cruzado. Aparentemente Miguel de Arruda limitou-se a fixar o projeto que D. João de Castro remetera ao soberano. Ainda de acordo com este plano, o canal de Sancul deveria ser obstruído, o que nunca ocorreu. Francisco Pires, mestre de pedraria encarregado das obras da Fortaleza de Diu, levou consigo para a Índia, naquele ano de 1546, este risco para a nova fortificação de Moçambique.
Apesar da prioridade que a Coroa deu ao projeto, o Estado Português da Índia estava envolvido, entre outros, com o reforço do sistema defensivo de Ormuz, pelo que as obras da Fortaleza de São Sebastião apenas começaram em 1554 ou 1555. De acordo com Frei João dos Santos, o traçado da Fortaleza de Moçambique é da autoria de um sobrinho do arcebispo de Braga, D. Frei Bartolomeu dos Mártires, "o qual arquiteto sendo mancebo se foi a Flandres, donde tornou grande oficial de arquitetura". Este arquiteto teria sido enviado em 1558 à Índia com a tarefa de erguer fortalezas em Moçambique e Damão. Possivelmente limitou-se a dar início à execução do projeto de Miguel de Arruda, que por sua vez obedecia aos ditames de D. João de Castro. É fato que as obras avançaram muito lentamente, encontrando-se interrompidas em várias ocasiões: à escassez de mão de obra qualificada, somava-se a dificuldade do clima, que dizimava os pedreiros, oriundos em sua maior parte das praças portuguesas da Índia. A mão de obra não qualificada era composta por escravos dos moradores da fortaleza, sem os quais teria sido impossível concluir a obra.
A praça foi guarnecida, ainda incompleta, em 1583, por um destacamento sob o comando de Nuno Velho Pereira, responsável pela construção dos armazéns e quartéis, conforme uma inscrição epigráfica encontrada sob várias camadas de cal, nos trabalhos de recuperação que tiveram lugar na década de 1960.
O seu comandante, embora subordinado ao Vice-rei da Índia, era o responsável pelo comércio da região do Zambeze.

### Da Dinastia Filipina aoséculo XVIII

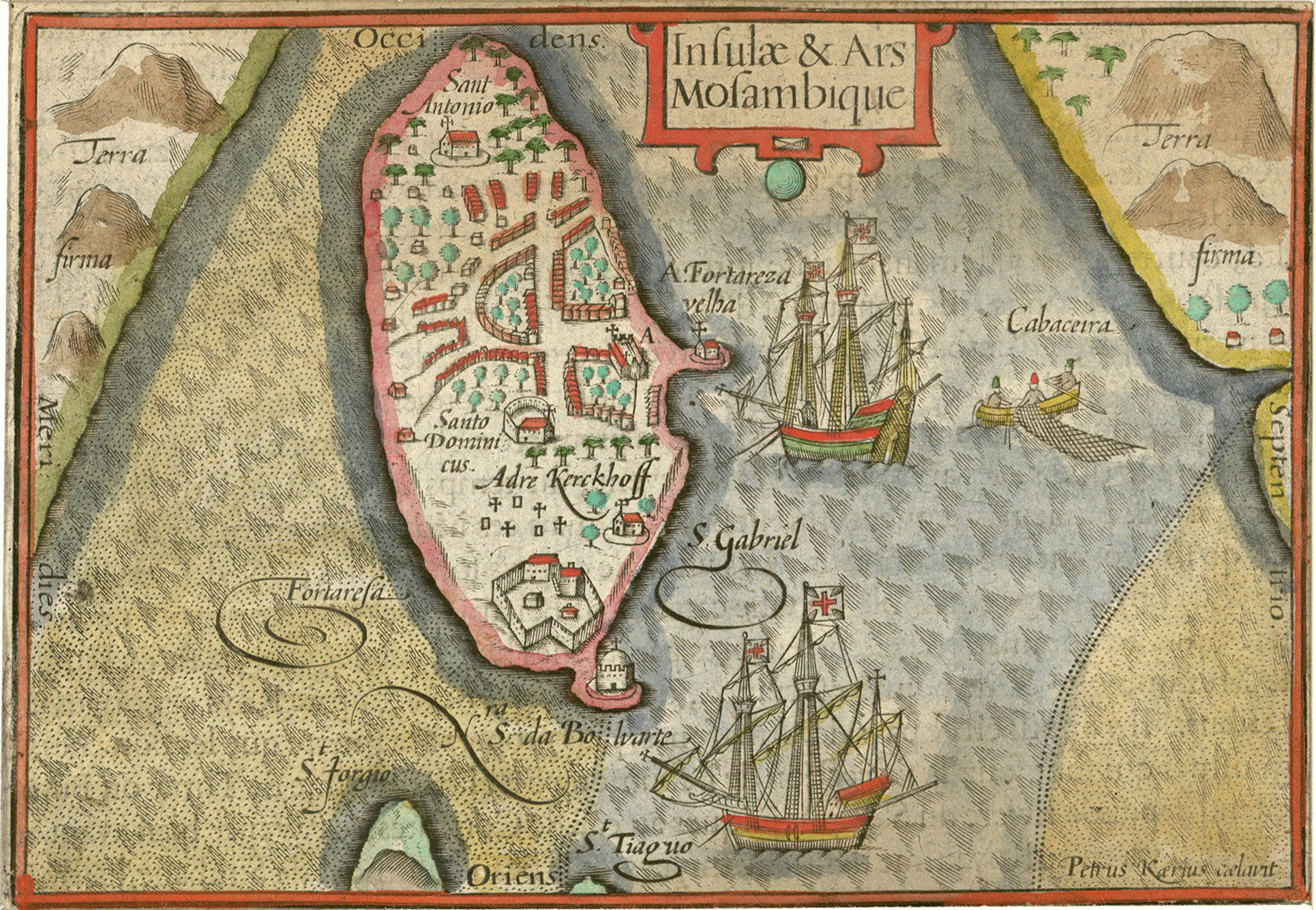
"Insulae & Ars Mosambique" ("Ilha e fortaleza de Moçambique", Pieter van den Keere, 1598)

No contexto da Dinastia Filipina, a fortaleza suportou vitoriosa os assaltos neerlandeses em 1604, 1607 e 1608, embora com severos danos às suas muralhas e edifícios, causados pelo intenso fogo da artilharia inimiga. Obras de conservação e reparos foram concluídos em 1620, tendo sofrido ligeiras alterações de traçado, conforme gravura neerlandesa de 1635. A primitiva entrada, rasgada no troço da muralha entre os baluartes de São Gabriel e de Santa Bárbara, voltada para o interior da ilha, que se revelou vulnerável ao fogo da artilharia neerlandesa, foi entaipada e transferida, em algum momento nessa altura, para o troço da muralha entre os baluartes de São Gabriel e de São João. Essa primitiva Porta de Armas foi posta a descoberto em 1945, durante trabalhos realizados pela Comissão dos Monumentos.
Ainda no século XVII, resistiu ao assalto por forças muçulmanas de Mascate em 1669 e novamente em 1704, após a perda do Forte Jesus de Mombaça (1698). Em algum momento no século XVIII, foram-lhe procedidas novas obras de reparo e ampliação, que lhe conferiram o seu actual aspecto e dimensões.
O último ataque à fortaleza foi conduzido por tropas francesas, durante as guerras que se seguiram à Revolução Francesa (1793-1797), ao qual também resistiu, invicta.

### Doséculo XXaos nossos dias

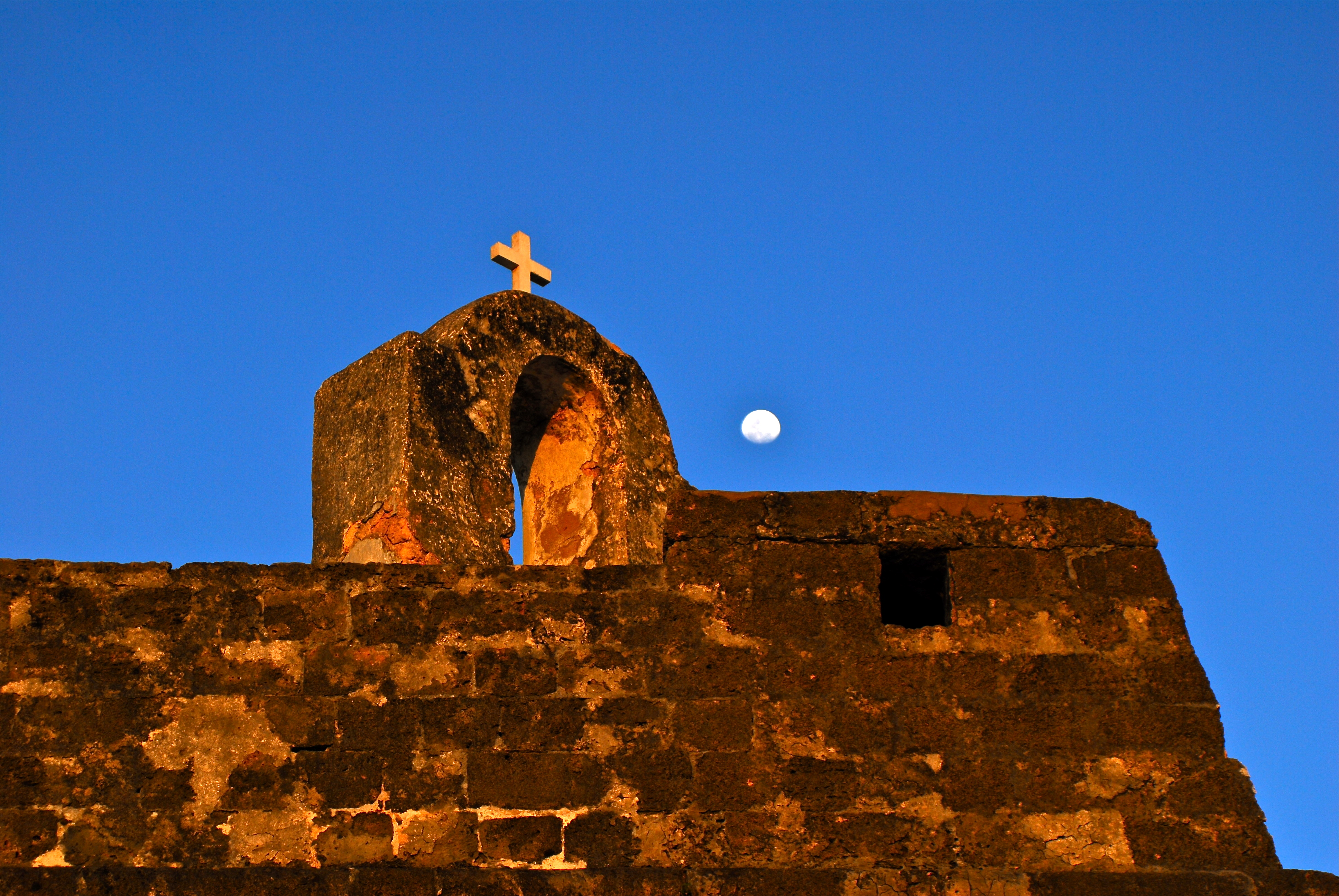
Fortaleza de São Sebastião

A Ilha de Moçambique foi classificada como Património Mundial pela UNESCO desde 1991. De acordo com o plano de operações visando à recuperação da Fortaleza de São Sebastião, assinado entre a UNESCO e o Governo de Moçambique em 11 de dezembro de 2003, em 2007 a UNESCO destinou um milhão e meio de dólares norte-americanos (recursos oriundos dos governos do Japão e da União das Cidades Capitais Luso-Afro-Américo-Asiáticas (UCCLA)) para financiamento das obras.
Ergue-se actualmente em bom estado de conservação, sendo visíveis os restos do antigo reduto (Torre de Moçambique) e, na sua extremidade norte, a Capela de Nossa Senhora do Baluarte, em estilo manuelino, exemplar único de seu tipo no país.

## Características

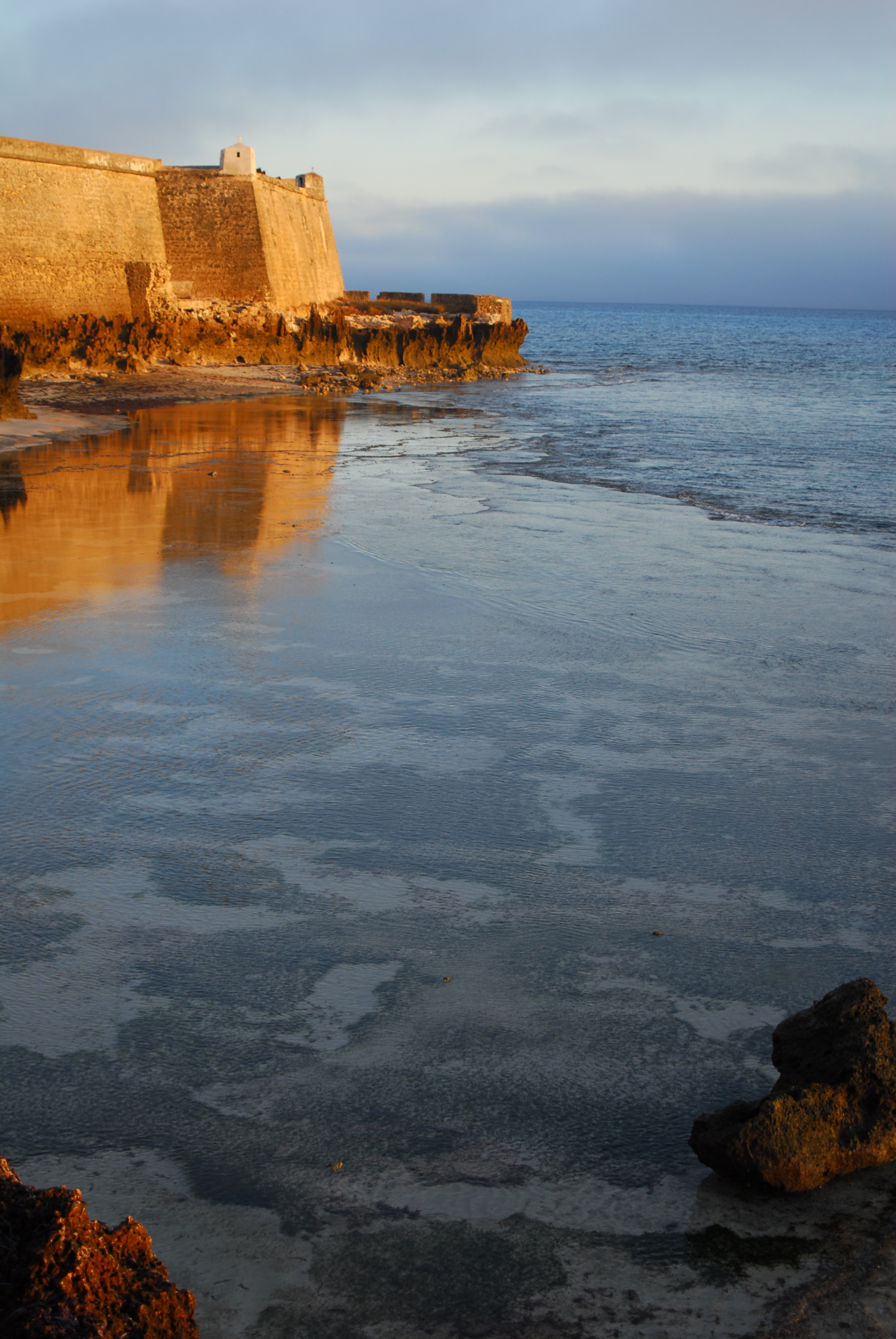
Fortaleza de São Sebastião

À semelhança da Praça-forte de Mazagão, a Fortaleza de São Sebastião apresenta planta no formato retangular com a extensão de cento e dez metros pelos lados maiores, com quatro baluartes nos vértices, três de formato triangular e um em forma de espigão, sob a invocação de São João, de Nossa Senhora, de São Gabriel e de Santa Bárbara. Deles, a traça do de São Gabriel, o de maiores dimensões, com vinte e quatro canhoneiras, foi consideravelmente alterada, tendo sido demolidos dois dos espigões que davam à fortaleza o aspecto de um polígono estrelado, que se observa em gravuras Neerlandesas do início do século XVII, nomeadamente em 1635.
As suas muralhas assentam na rocha, defrontando-se com o mar pelas faces Norte, Leste e Oeste. Apenas a face Sul, voltada para o lado de terra, permite um assalto.
Em seu auge, a fortaleza disponibilizava quartéis para tropas, capela, hospital e armazéns. As habitações dos oficiais eram assobradadas, sendo o chão dos quartéis e dos armazéns coberto de colmo. No seu interior, destaca-se a cisterna, com capacidade para cerca de duas mil pipas de água. Aberta na década de 1580, foi restaurada em 1605 pelo capitão Sebastião de Macedo e, posteriormente, em outras épocas.